# Lazaros Lamprou
Lazaros Lamprou (in greco Λάζαρος Λάμπρου?; Katerini, 19 dicembre 1997) è un calciatore greco, attaccante del Volo, in prestito dal Raków Częstochowa.

## Carriera

### Club
Ha esordito a livello professionistico nella stagione 2015-2016, nella quale ha disputato 2 partite in Coppa di Grecia con il Panathīnaïkos; l'anno seguente segna un gol in 10 presenze nella prima divisione greca con la maglia dell'Īraklīs, che nel gennaio del 2017 lo cede al PAOK, che subito lo gira in prestito al Paniōnios, club con cui disputa ulteriori 14 partite in questa categoria, nella quale gioca poi anche nell'intera stagione 2017-2018. Nell'estate del 2018 viene ceduto in prestito al Fortuna Sittard, club neopromosso nella prima divisione olandese. Dopo il ritorno al PAOK, nell'agosto del 2020 torna in prestito in Olanda al Twente.

### Nazionale
Ha segnato un gol in 5 presenze con l'Under-21 greca.

## Statistiche

### Presenze e reti nei club
Statistiche aggiornate al 5 gennaio 2025.
| Stagione         | Squadra           | Campionato       | Campionato | Campionato | Coppe nazionali | Coppe nazionali | Coppe nazionali | Coppe continentali | Coppe continentali | Coppe continentali | Altre coppe | Altre coppe | Altre coppe | Totale | Totale |
| Stagione         | Squadra           | Comp             | Pres       | Reti       | Comp            | Pres            | Reti            | Comp               | Pres               | Reti               | Comp        | Pres        | Reti        | Pres   | Reti   |
| ---------------- | ----------------- | ---------------- | ---------- | ---------- | --------------- | --------------- | --------------- | ------------------ | ------------------ | ------------------ | ----------- | ----------- | ----------- | ------ | ------ |
| 2015-2016        | Panathīnaïkos     | SL               | 0          | 0          | CG              | 2               | 0               | -                  | -                  | -                  | -           | -           | -           | 2      | 0      |
| 2016-gen. 2017   | Īraklīs           | SL               | 10         | 1          | CG              | 3               | 0               | -                  | -                  | -                  | -           | -           | -           | 13     | 1      |
| gen.-giu. 2017   | Paniōnios         | SL               | 10+4       | 0          | CG              | -               | -               | -                  | -                  | -                  | -           | -           | -           | 14     | 0      |
| 2017-2018        | Paniōnios         | SL               | 22         | 5          | CG              | 5               | 2               | UEL                | 4                  | 1                  | -           | -           | -           | 31     | 8      |
| Totale Panionios | Totale Panionios  | Totale Panionios | 32+4       | 5+0        |                 | 5               | 2               |                    | 4                  | 1                  |             | -           | -           | 45     | 8      |
| ago. 2018-2019   | Fortuna Sittard   | ED               | 24         | 7          | CO              | 3               | 1               | -                  | -                  | -                  | -           | -           | -           | 27     | 8      |
| 2019-2020        | PAOK              | SL               | 7+3        | 2+0        | CG              | 5               | 1               | UCL+UEL            | 0                  | 0                  | -           | -           | -           | 15     | 2      |
| 2020-gen. 2021   | Twente            | ED               | 7          | 0          | CO              | 1               | 0               | -                  | -                  | -                  | -           | -           | -           | 8      | 0      |
| gen.-giu. 2021   | PAOK              | SL               | 8+1        | 0          | CG              | 3               | 0               | UCL+UEL            | -                  | -                  | -           | -           | -           | 12     | 0      |
| Totale PAOK      | Totale PAOK       | Totale PAOK      | 15+4       | 2+0        |                 | 8               | 1               |                    | 0                  | 0                  |             | -           | -           | 27     | 3      |
| 2021-2022        | OFI Creta         | SL               | 24+5       | 5+0        | CG              | 2               | 0               | -                  | -                  | -                  | -           | -           | -           | 31     | 5      |
| 2022-2023        | Excelsior         | ED               | 28         | 4          | CO              | 2               | 2               | -                  | -                  | -                  | -           | -           | -           | 30     | 6      |
| 2023-2024        | Excelsior         | ED               | 28+4       | 6+1        | CO              | 3               | 1               | -                  | -                  | -                  | -           | -           | -           | 35     | 8      |
| Totale Excelsior | Totale Excelsior  | Totale Excelsior | 56+4       | 10+1       |                 | 5               | 3               |                    | -                  | -                  |             | -           | -           | 65     | 14     |
| lug.-dic. 2024   | Raków Częstochowa | EK               | 8          | 0          | CP              | 0               | 0               | -                  | -                  | -                  | -           | -           | -           | 8      | 0      |
| gen.-giu. 2025   | Volo              | ED               | 1          | 0          | CO              | 0               | 0               | -                  | -                  | -                  | -           | -           | -           | 1      | 0      |
| Totale carriera  | Totale carriera   | Totale carriera  | 194        | 31         |                 | 29              | 7               |                    | 4                  | 1                  |             | -           | -           | 227    | 39     |

## Palmarès

### Club

#### Competizioni nazionali
- Coppa di Grecia:

PAOK: 2020-2021